# Uncitedness
Als Uncitedness (Nicht-Zitierheit) wird in der Szientometrie und Zitationsanalyse der Umstand bezeichnet, dass viele wissenschaftliche Arbeiten nicht von anderen Publikationen zitiert werden. Grundsätzlich ist die Anzahl der Zitationen pro Publikation sehr ungleich verteilt und nimmt mit der Zeit exponentiell ab.

## Formen der Uncitedness
Eugene Garfield unterscheidet 3 Formen der Uncitedness:
- Uncitedness I: die Arbeit ist irrelevant
- Uncitedness II: die Arbeit wurde vergessen beziehungsweise nicht gefunden
- Uncitedness III: die Arbeit ist so bekannt, dass sie nicht mehr explizit zitiert wird

Zusätzlich lässt sich eine vierte Form der Uncitedness angeben
- Uncitedness IV: die Arbeit wird absichtlich ignoriert

Gründe für das absichtliche Nicht-Zitieren können daran liegen, dass
- die Publikation nicht verstanden wurde oder sowohl Richtiges als auch Falsches enthält, so dass eine Bewertung nicht einfach möglich ist
- bei einer Beachtung eigene Fehler zugegeben werden müssten oder die eigene Arbeit durch Gegenargumente belastet würde
- die Publikation oberflächlich als minderwertig oder irrelevant eingeschätzt wird (zum Beispiel weil sie in keiner anerkannten Zeitschrift erschienen ist)
- die Autoren, Institutionen und/oder Hypothesen der Publikation nicht aufgewertet werden sollen.

## Umfang der Uncitedness
Im Allgemeinen ist die Uncitedness in den Naturwissenschaften geringer als in den Geisteswissenschaften; daraus eine höhere Produktivität abzuleiten wäre allerdings gewagt, da sich die Publikationsformen und das Zitierverhalten je nach Fachdisziplin unterscheiden. So enthalten viele Zitationsdatenbanken beispielsweise auch Rezensionen, die naturgemäß nicht zitiert werden.